# سمكة صغيرة (فلم 2021)
سمكة صغيرة (بالإنجليزية: Little Fish) فيلم درامي رومانسي أمريكي للخيال العلمي لعام 2021  من إخراج تشاد هارتيجان، ومن سيناريو لماتسون توملين. الفيلم من تمثيل النجوم أوليفيا كوك، وجاك أوكونيل، وراؤول كاستيلو وسوكو. يتابع الفيلم زوجين في محاولات للحفاظ على علاقتهما معًا حيث ينتشر فيروس فقدان الذاكرة ويهدد بمحو تاريخ حبهم. أصدرت شركة أفلام IFC الفيلم في 5 فبراير 2021.

## طاقم التمثيل
أوليفيا كوك: في دور إيما
جاك أوكونيل: في دور جود
سوكو: في دور سامانثا
راؤول كاستيلو: في دور بن
ديفيد لينون: في دور تيم
ماكنزي كاردويل: في دور كات جيرل
روس ويرتانن: في دور صديق جود رقم 1
هيذر ديكشايمر: في دور صديق جود رقم 2
ناتالي فارو: في دور صديقة جود رقم 3
رونالد روبنسون: في دور صياد سمك
وايت كاميرون: في دور الصياد المفقود
مورجانا ويلي: في دور عداء ماراثون
توبي هارجريف: في دور فرانك
كريس شيلدز: في دور السيد جونسون
داريوس ويليس: في دور ابن شقيق السيد جونسون
إميلي ستوت: في دور والدة إيما

## ملخص أحداث الفيلم
ينتشر فيروس الالتهاب العصبي، وهو مرض يتسبب في فقدان الذاكرة، وتبدو الحالات المبلغ عنها بعيدة ومعزولة. تدخل حياة إيما (أوليفيا كوك)، وجود (جاك أوكونيل) في مرحلة حرجة عندما يغرق بن (راؤول كاستيلو)، وهو موسيقي وأحد زوجين من أقرب أصدقائهم، حيث يبدأ إيما، وحود في فقدان الذاكرة تمامًا. يتوقف الناس عن العمل: يوقف سائقو الحافلات سياراتهم ويغادرون؛ ولا يستطيع الصيادين تجديف قواربهم إلى الشاطئ؛ والمتسابقون يواصلون الجري حتى ينهارون. يتم استكشاف إمكانية العلاج، ويظهر الاختبار إيجابيًا، وتظهر حشودًا محبطة تقوم بأعمال شغب، وتطالب الحكومة والمؤسسة الطبية بإنقاذهم. يظل جود وإيما مدركين تمامًا لاستجابة الجمهور المذعورة للوباء. توقف دورية على الطريق السريع سيارة الزوجين، وتطلب الشرطة بطاقات الهوية الخاصة بهم لأنهم يحتاجون إلى الحصول على أكبر قدر ممكن من المعلومات عن الجميع، حيث ان الوضع يزداد سوءًا.
يبدأ جود في الاستسلام للوباء، ويترك إيما للتنقيب ومحاولة الحفاظ على ذكرياته، وزواجهما على قيد الحياة.

## الإنتاج والإصدار
انضمت أوليفيا كوك، وجاك أوكونيل، وراؤول كاستيلو، وسوكو في مارس 2019 إلى طاقم الفيلم، مع إخراج تشاد هارتيجان، وسيناريو ماتسون توملين، كما أعلن عن انضمام برايان كافانو جونز، وريان كاهيل، وتيم هيدينغتون، وليا بومان، وكريس فيرجسون، وماتسون توملين للعمل كمنتجين للفيلم، بينما يعمل كوك، وفريد بيرجر، وتيدي شوارزمان، وبن ستيلمان، ومايكل هيملر، وماكس سيلفا كمنتجين تنفيذيين من شركات أفلام الدب الأسود، واتوماتيك، وتانجو انترتينمنت، واود فيلوز انترتينمنت. بدأ التصوير الرئيسي في 11 مارس 2019.
كان من المقرر أن يعرض الفيلم عرضه العالمي الأول في مهرجان تريبيكا السينمائي في 17 أبريل 2020، ومع ذلك، تم تأجيل المهرجان بسبب جائحة كوفد 19، وحصلت شركة أفلام IFC على حقوق توزيع الفيلم، وعرضه في دور العرض في 5 فبراير 2021.

## استقبال الفيلم
منح موقع الطماطم الفاسدة الفيلم تقييماً مقداره 92% بناءاً على آراء 62 ناقداً سينمائياً، وكتب إجماع نقاد الموقع: «صعب، ولكنه مثير. استخدم الفيلم قصة حب زوجين أثناء زمن الوباء لتوضيح قوة الاتصال البشري في الأوقات العصيبة».
منح موقع ميتاكريتيك الفيلم تقييماً مقداره 71% بناءاً على آراء 11 ناقداً.
منح موقع الناقد روجر إيبرت الفيلم تقييماً بمقدار ثلاثة نجوم من أصل أربعة نجوم.

## الجوائز والترشيحات
جوائز ليو 2021: ترشح لجوائز أفضل تصميم للإنتاج، وأفضل تصميم أزياء، وأفضل مكياج، وأفضل صوت.
مهرجان تريبيكا السينمائي 2020: ترشح لجائزة أفضل فيلم روائي.

## روابط خارجية
- مقالات تستعمل روابط فنية بلا صلة مع ويكي بيانات